# Sphenoptera aerosa
Sphenoptera aerosa es una especie de escarabajo del género Sphenoptera, familia Buprestidae. Fue descrita científicamente por Gmelin en 1790.

## Distribución
Habita en la región indomalaya.